# Kempynus kimminsi
Kempynus kimminsi is een insect uit de familie watergaasvliegen (Osmylidae), die tot de orde netvleugeligen (Neuroptera) behoort. 
Kempynus kimminsi is voor het eerst wetenschappelijk beschreven door New in 1983. De soort komt voor in Queensland (Australië).